# Goznak
Goznak股份公司（俄語：Акционерное общество «Гозна́к»），為一間俄罗斯的國家企业，主要負責俄國貨幣的發行。

## 名称
该公司曾称国有单一制企业“造币厂”（或译为国家单一制企业“造币厂”）。
中文中，该公司也被称为俄罗斯国家造币厂、俄罗斯联邦印刷局等。